# Viaducto de Canalejas
El viaducto de Canalejas se encuentra en la localidad de Alcoy (provincia de Alicante, Comunidad Valenciana, España), comunicando el centro de la ciudad con el desde entonces llamado barrio del Viaducto y con la carretera de Callosa de Ensarriá por encima de El Molinar de Alcoy. 
Fue una de las obras más monumentales del modernismo en Alcoy. Su estilo arquitectónico se encuadra dentro del modernismo valenciano. 
El puente se compone de una estructura metálica de acero, de 352 toneladas, que se aguanta sobre tres pilares y dos estribos. Tiene 200 metros de longitud y llega a tener 35 metros de altura sobre el cauce del río.
Su construcción empezó en el año 1901. Se inauguró el 24 de febrero de 1907. Su nombre lo recibe de José Canalejas, diputado a Cortes por el distrito de Alcoy. El proyecto fue del ingeniero de caminos Próspero Lafarga Navarro y en su construcción intervino el ingeniero alcoyano Enrique Vilaplana Juliá.
El viaducto de Canalejas se ha convertido en un emblema paisajístico de la capital de la Hoya de Alcoy, y en su momento, fue destacada cómo una de las obras de ingeniería más notables de España.
La rehabilitación llevada a cargo en la década de 1980 por el arquitecto Vicente Vidal aportó nuevas aceras para los viandantes, una mayor amplitud para los vehículos y una substitución total de la estructura metálica, entonces muy deteriorada, esta rehabilitación eliminó el sistema constructivo tipo Eiffel por otro más sencillo.